# Ustrine
Ustrine est une localité de Croatie située sur l'île de Cres et dans la municipalité de Mali Lošinj, comitat de Primorje-Gorski Kotar. En 2001, la localité comptait 27 habitants.

## Démographie
| 1948 | 1953 | 1961 | 1971 | 1981 | 1991 | 2001 |
| ---- | ---- | ---- | ---- | ---- | ---- | ---- |
| 183  | 120  | 99   | 55   | 46   | 34   | 27   |